# پرگنان
پرگنان (به انگلیسی: Pregnane) با فرمول شیمیایی C۲۱H۳۶ یک ترکیب شیمیایی با شناسه پاب‌کم ۶۸۵۷۴۲۲ است و جرم مولی آن ۲۸۸٫۵۱۱ g/mol می‌باشد. ترکیبات پرگنان پیش‌ساز پروژسترون هستند